# Senorady, Brno-venkov
Senorady là một làng thuộc huyện Brno-venkov, vùng Jihomoravský, Cộng hòa Séc.